# Kristalchemie

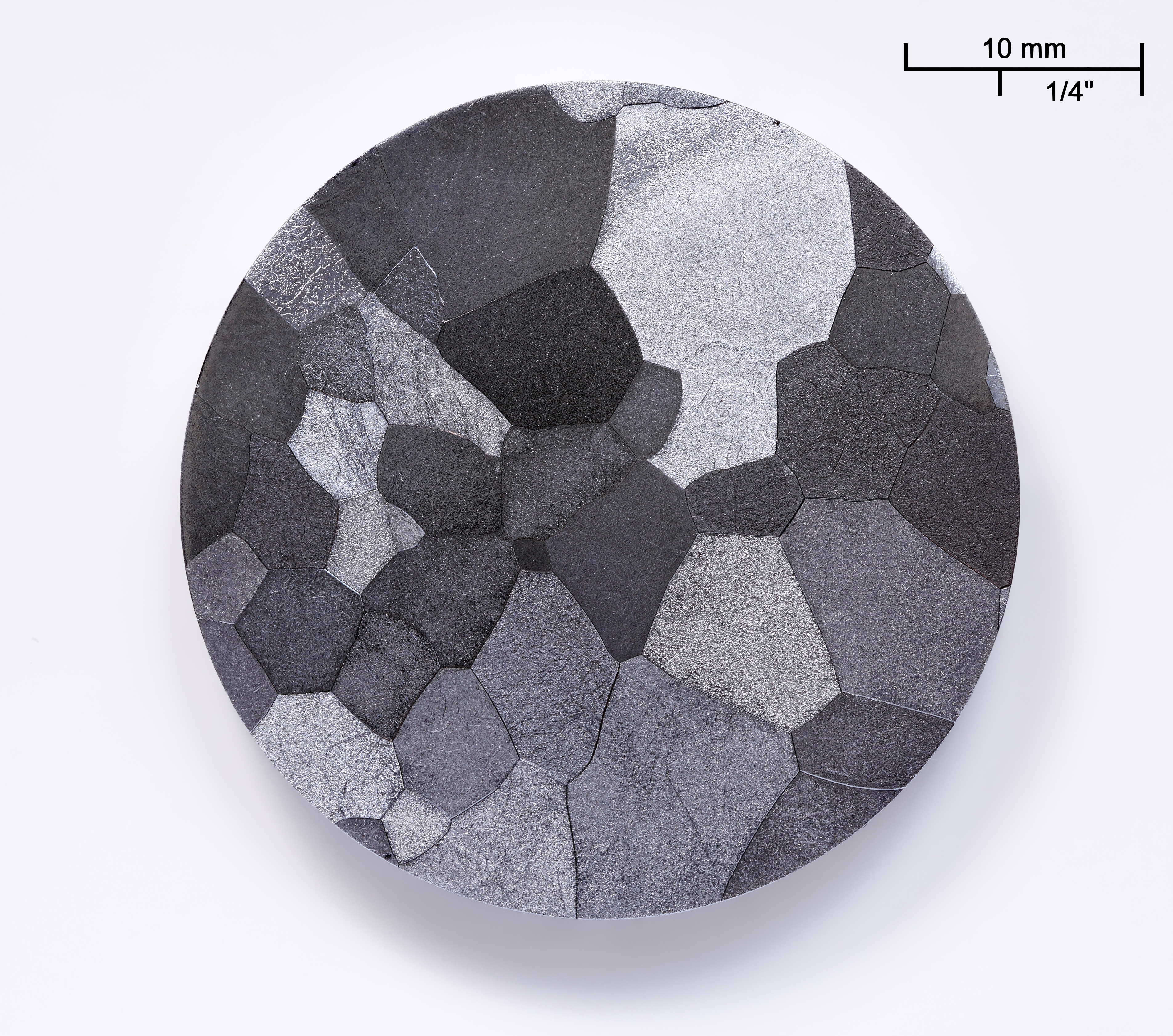
Een schijf van zeer zuiver vanadium (99,9%) door middel van vonkverspanen geslepen en gepolijst voor chemische bestudering.

Kristalchemie is een tak van de scheikunde, die zich richt op het onderzoek naar de chemische samenstelling en eigenschappen van kristallen, voornamelijk de kristallijne mineralen. Kristallen zijn stoffen met een karakteristieke geordende atomaire structuur (kristalstructuur), de atomen van het kristal zijn gerangschikt in een regelmatig kristalrooster. Kristalchemici bestuderen onder meer de grootte en onderlinge verhoudingen de atomen, ionen of moleculen die zich in het kristalrooster bevinden.
De atomaire structuur en chemische samenstelling beïnvloeden veel van de natuurkundige en mechanische eigenschappen van een kristal, zoals hardheid, streepkleur en smeltgedrag. Belangrijk daarbij is een begrip van elementen, chemische bindingen en elektronegativiteit. De chemische fundamenten van kristallen kunnen worden beschreven met kristalstelsels, miller-indices, symmetrie-elementen, fasediagrammen. Voorspellingen van structuren kunnen worden gemaakt met behulp van de regels van Pauling.